# Petrarca Rugby 2008-2009
Questa voce raccoglie le informazioni riguardanti il Petrarca Rugby nelle competizioni ufficiali della stagione 2008-2009.

## Stagione
Nell'annata 2008-2009, il Petrarca è impegnato anche in campo internazionale, dopo la semifinale dei play-off raggiunta nel campionato precedente, che ha garantito ai bianconeri l'accesso alla European Challenge Cup 2008-2009. Lascia la panchina ad inizio stagione la vecchia gloria Pasquale Presutti, e al suo posto viene ingaggiato lo scozzese George Graham, reduce dall'esperienza con la Nazionale maggiore del suo Paese, nella quale aveva allenato gli avanti. Viene confermato come mediano d'apertura il francese Ludovic Mercier, che aveva firmato per una sola stagione l'anno prima, e che si aggiudicherà la classifica dei marcatori in Super 10 con 210 punti. Lo sponsor, come nelle stagioni precedenti, è l'azienda italiana di abbigliamento Carrera Jeans. In questa annata si mettono in luce le rappresentative Under 17 e Under 19 del Petrarca, che si aggiudicano i relativi campionati.

### Super 10
Il Petrarca non riesce a confermarsi agli eccellenti livelli delle due stagioni precedenti, in cui aveva raggiunto le semifinali dei play-off. La squadra chiude al sesto posto a 10 punti dai play-off, che garantisce comunque l'accesso alla European Challenge Cup 2009-2010. È un'annata di transizione, durante la quale vengono lanciati diversi giovani. Il campionato viene compromesso con le sconfitte a ripetizione nel girone di andata. Si rivela inutile la buona rimonta in quello di ritorno, costellata dai successi sui futuri campioni d'Italia del Benetton e sui campioni uscenti di Calvisano. La reazione della squadra fa ben sperare la dirigenza per il campionato successivo, in cui il Benetton in proprio e il Viadana nella franchigia degli Aironi lasciano il massimo campionato italiano per partecipare alla Celtic League.

### Coppa Italia
Nel primo turno della Coppa Italia 2008-2009, il Petrarca viene inserito nel girone all'italiana con Veneziamestre, Benetton Treviso, Rugby Roma e GRAN Parma. A sorpresa passano il turno nettamente i mestrini e i padovani, che entrambi battono i favoriti trevigiani negli ultimi due turni. Il Petrarca viene poi sconfitto in semifinale a partita unica dal Parma, che si aggiudica l'incontro disputato in casa.

### European Challenge Cup
Il Petrarca arriva ad un passo dalla storica qualificazione ai quarti di finale di Challenge Cup. Le due vittorie sui francesi del Bourgoin e quella sui romeni del Bucarest vengono vanificate dalla sconfitta interna contro gli stessi rumeni, che espugnano il Plebiscito vincendo 17-15.